# Henri Louis Duhamel du Monceau
Henri Louis Duhamel du Monceau (Parigi, 20 luglio 1700 – Parigi, 13 agosto 1782) è stato un botanico, agronomo e ingegnere navale francese.

## Biografia

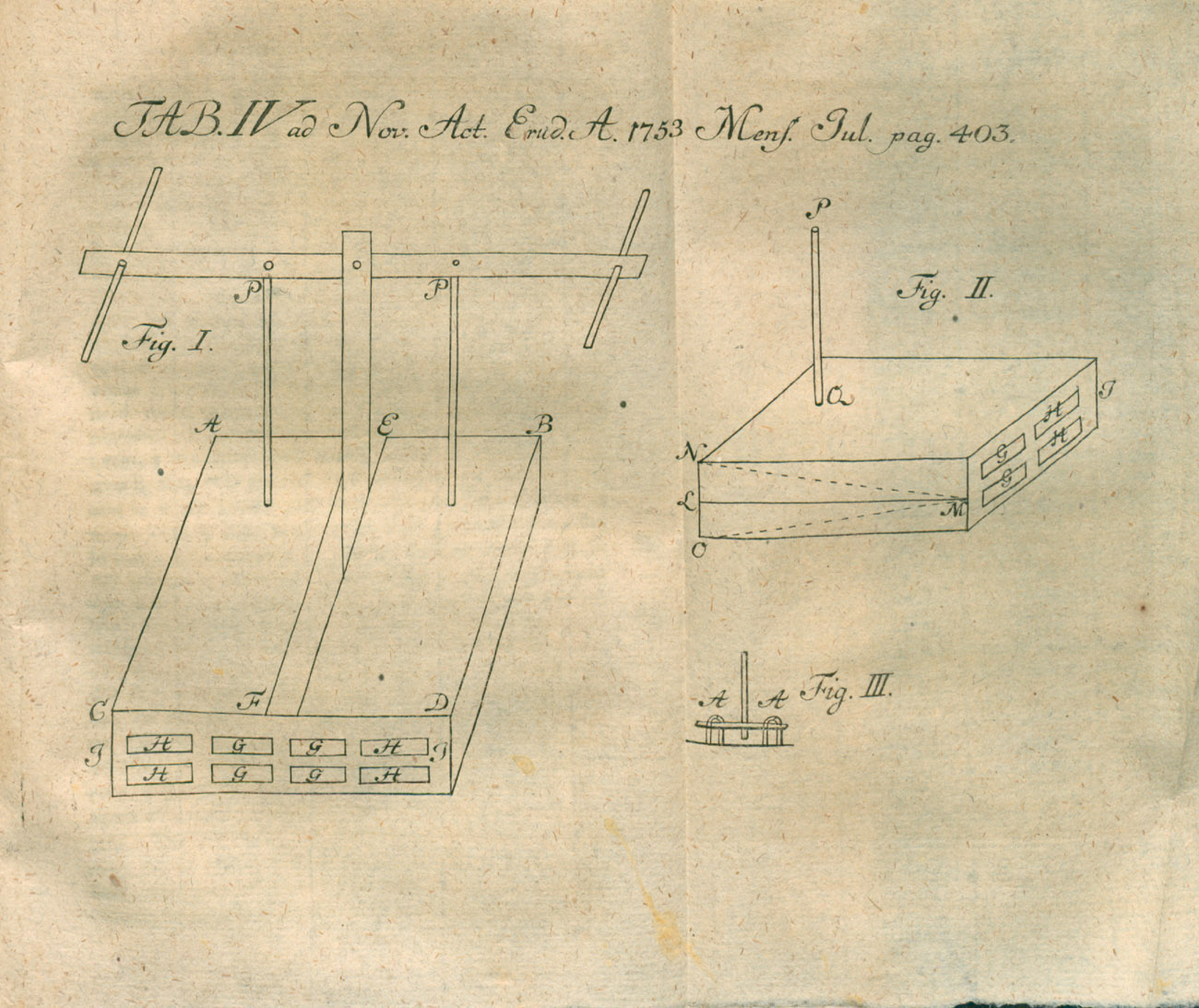
Illustrazione alla recensione del Traité de la conservation des grains pubblicata sugli Acta Eruditorum del 1753

Inizialmente desideroso di seguire le orme del padre studia diritto (negli anni 1718-1721) scoprendo in seguito la sua passione per la botanica. Nell'anno 1728 si presenta all'Accademia delle scienze.
Fu uno dei fondatori dell'Académie de marine de Brest, il 31 luglio 1752, famoso per aver pubblicato Les éléments d'architecture navale. Si pensa che alcuni suoi lavori fossero stati di ispirazione ad Adam Smith per la sua opera An Inquiry into the Nature and Causes of the Wealth of Nations, pubblicata nel 1776.

## Opere (parziale)

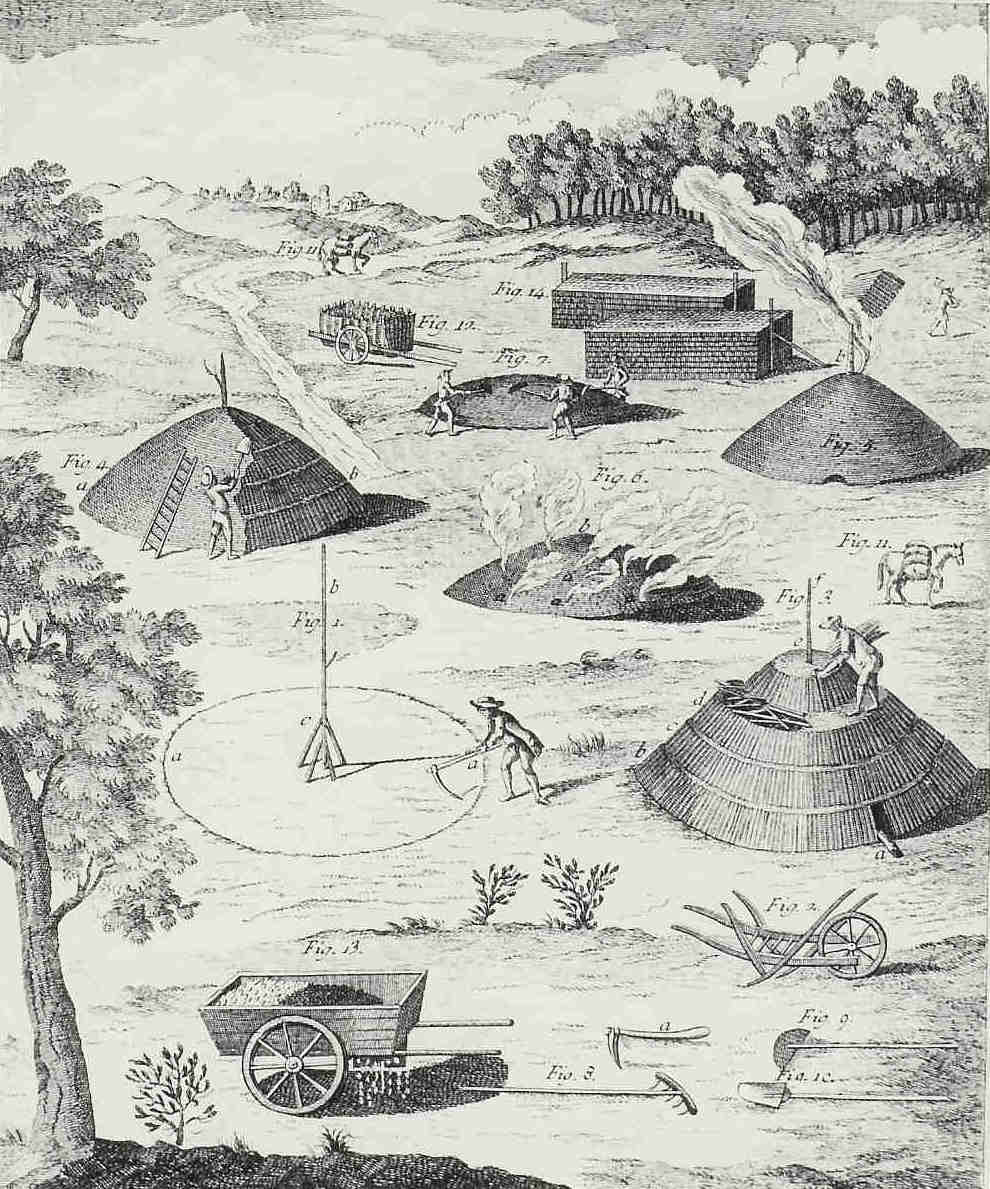
Tavola tratta da Il governo dei boschi

- (FR) Traité de la fabrique des manoeuvres pour les vaisseaux, Parigi, Imprimerie Royale, 1747.
- (FR) Traité des arbres et arbustes qui se cultivent en France, 1755.
- (FR) Les éléments de l'architecture navale, 1758.
- (FR) Traité géneral des pêches maritimes et fluviatiles.
- (FR) La Physique des arbres, 1758.
- (FR) Traité des semis et plantations des arbres et de leur culture, 1760.
- (FR) Histoire d'un insecte qui devore les grains de l'Angoumois, 1762.
- (FR) Eléments d'agriculture, vol. 1, Parigi, Hippolyte Louis Guérin & Louis François Delatour, 1762.
- (FR) Eléments d'agriculture, vol. 2, Parigi, Hippolyte Louis Guérin & Louis François Delatour, 1762.
- (FR) Traité de l'exploitation des bois, 1764.
- (FR) Traité du transport des bois et de leur conservation, 1767.
- (FR) Du transport, de la conservation et de la force des bois, Parigi, Louis François Delatour, 1767.

## Omaggi
- Gli è stato dedicato l'asteroide 100231 Monceau.[1]